# Aleksander Korsak
Aleksander Korsak (ur. 11 października 1893 w Taganrogu, zm. 11 lutego 1966 w Warszawie) – podpułkownik artylerii Wojska Polskiego.

## Życiorys
Ukończył w Kijowie gimnazjum oraz studia prawnicze (bez egzaminów końcowych). Zmobilizowany do armii carskiej w styczniu 1917 roku. W okresie styczeń–sierpień 1917 roku ukończył szkołę artylerii w Kijowie i został mianowany chorążym rezerwy artylerii, a następnie do lutego 1918 roku jako młodszy oficer baterii służył w 1 zapasowym dywizjonie moździerzy.
Po przedostaniu się na Kubań wstąpił do 4 Dywizji Strzelców Polskich, w której przydzielony został do 1 dywizjonu artylerii, a w nim służył w dywizjonowej szkole oraz w baterii oficerskiej. 10 czerwca 1919 roku razem z 4 Dywizją Strzelców Polskich przybył do kraju i na krótki czas przydzielono go do sztabu Armii gen. Józefa Hallera, a następnie po mianowaniu na podporucznika artylerii przydzielony został do II dywizjonu 13 pułku artylerii ciężkiej na stanowisko adiutanta dywizjonu i dowódcę oddziału sztabowego. Pozostał również w tej jednostce po przekształceniu go w 13 dywizjon artylerii ciężkiej. Po ukończeniu kursu na którym przebywał w okresie luty–sierpień 1921 roku w Centrum Wyszkolenia Armii we Lwowie. 19 stycznia 1921 roku awansowany do stopnia porucznika artylerii.
Służył w I dywizjonie 2 pułku artylerii ciężkiej jako adiutant dywizjonu i dowódca baterii, awansując w tym czasie do stopnia kapitana art. ze starszeństwem z dniem 15 sierpnia 1924 roku. Od listopada 1927 roku był adiutantem 2 pac. Przeniesiony 5 listopada 1928 roku do Szkoły Podchorążych Piechoty jako instruktor artylerii, a następnie przeniesiony do 22 pułku artylerii lekkiej, w którym dowodził baterią, był adiutantem pułku, oficerem mobilizacyjnym i przejściowo dowódcą dyonu. Przeniesiony 22 grudnia 1934 do Centrum Badań Balistycznych Instytutu Badań Materiałów Uzbrojenia w Zielonce. Na majora awansował ze starszeństwem z 1 stycznia 1936 i 14. lokatą w korpusie oficerów artylerii. Do jednostek liniowych powrócił 27 kwietnia 1936, otrzymując nominację na dowódcę II dywizjonu 9 pułku artylerii ciężkiej.
W marcu 1939 roku podczas mobilizacji objął dowództwo 30 dywizjonu artylerii ciężkiej i pozostał nim również podczas kampanii wrześniowej. Po utracie kontaktu z resztą dywizji, dywizjon wszedł w skład zgrupowania płk. dypl. Józefa Sas–Hoszowskiego, a następnie przeszedł do Warszawy i uczestniczył w obronie Pragi.
Po kapitulacji stolicy dostał się do niewoli niemieckiej, w której przebywał w latach 1939–1940 w Oflagu IV A Hohnstein, w roku 1940 w Oflagu ll B Arnswalde i w latach 1940–1945 w Oflagu II C Woldenberg, gdzie w grupie artylerii ciężkiej prowadził tajne szkolenie oficerów. Po uwolnieniu przyjechał do Warszawy.
W kwietniu 1945 roku został powołany do służby w Wojsku Polskim, gdzie był wykładowcą instrukcji strzelania w I Oficerskiej Szkole Artylerii, a następnie w okresie maj 1945 – kwiecień 1946 roku w Centrum Wyszkolenia Artylerii. Później przeniesiono go do Departamentu Piechoty i Kawalerii MON na stanowisko pomocnika kierownika sekcji ogólnej szkół oficerskich do spraw artylerii. 22 lipca 1946 roku awansowany do stopnia podpułkownika i w grudniu 1946 roku przesunięty do Departamentu Wyszkolenia Bojowego, w którym był początkowo kierownikiem sekcji ogólnej szkół oficerskich w Wydziale III (Szkół i Kursów), a następnie starszym pomocnikiem szefa tego wydziału do spraw artyleryjskich. 31 maja 1948 roku został przeniesiony w stan spoczynku. Mieszkał w Warszawie, gdzie zmarł 11 lutego 1966 roku. Pochowany został na cmentarzu Powązkowskim (kwatera 155a-1-11).

## Ordery i odznaczenia
- Krzyż Srebrny Orderu Wojskowego Virtuti Militari
- Krzyż Walecznych[2]
- Srebrny Krzyż Zasługi – 10 listopada 1928 „w uznaniu zasług, położonych na polu pracy w poszczególnych działach wojskowości”[5][6]